# Золотниковская сельская община
Золотниковская сельская община (укр. Золотниківська сільська громада) — территориальная община в Тернопольском районе Тернопольской области Украины.
Административный центр — село Золотники.
Население составляет 7339 человек. Площадь — 285,1 км².
В соответствии с распоряжением Кабинета Министров Украины от 12 июня 2020 года, в состав общины вошла территория Богатковского, Беневского, Буркановского, Вишневчикского, Гайворонковского, Гвардейского, Зарваницкого, Золотниковского, Котузовского, Маловодовского, Надречненского, Семиковского, Соколовского и Сосновского сельских советов упразднённого Теребовлянского района.

## Населённые пункты
В состав общины входит 21 село:
- Золотники
- Буркановский старостинский округ:
  - Бурканов
- Вишневчикский старостинский округ:
  - Вишенки
  - Вишневчик
  - Гайворонка
- Зарваницкий старостинский округ:
  - Гниловоды
  - Зарваница
  - Котузов
  - Сапова
- Семиковский старостинский округ:
  - Богатковцы
  - Бенева
  - Семиковцы
  - Подруда
- Соколовский старостинский округ:
  - Гончарки
  - Надречное
  - Панталиха
  - Соколов
  - Сокольники
- Сосновский старостинский округ:
  - Маловоды
  - Раковец
  - Соснов